# Comuna Dragomirești, Neamț
Dragomirești este o comună în județul Neamț, Moldova, România, formată din satele Borniș, Dragomirești (reședința), Hlăpești, Mastacăn, Unghi și Vad.

## Așezare
Comuna se află în zona centrală a județului. Este străbătută de șoseaua județeană DJ208G, care o leagă spre sud-vest de Ștefan cel Mare și Girov (unde se termină în DN15D) și spre nord-est de Războieni și Tupilați. Din acest drum, la Vad se ramifică șoseaua județeană DJ208P, care o leagă spre sud-est de Bârgăuani.

## Demografie
Componența etnică a comunei Dragomirești
     Români (87,34%)
     Romi (1,08%)
     Alte etnii (11,58%)
Componența confesională a comunei Dragomirești
     Ortodocși (86,95%)
     Alte religii (1,38%)
     Necunoscută (11,67%)
Conform recensământului efectuat în 2021, populația comunei Dragomirești se ridică la 2.030 de locuitori, în scădere față de recensământul anterior din 2011, când fuseseră înregistrați 2.231 de locuitori. Majoritatea locuitorilor sunt români (87,34%), cu o minoritate de romi (1,08%). Din punct de vedere confesional, majoritatea locuitorilor sunt ortodocși (86,95%), iar pentru 11,67% nu se cunoaște apartenența confesională.

## Politică și administrație
Comuna Dragomirești este administrată de un primar și un consiliu local compus din 11 consilieri. Primarul, Ion Ioniță[*], de la Partidul Național Liberal, este în funcție din octombrie 2020. Începând cu alegerile locale din 2024, consiliul local are următoarea componență pe partide politice:
|  | Partid                          | Consilieri | Componența Consiliului | Componența Consiliului | Componența Consiliului | Componența Consiliului | Componența Consiliului | Componența Consiliului | Componența Consiliului | Componența Consiliului | Componența Consiliului |
|  | ------------------------------- | ---------- | ---------------------- | ---------------------- | ---------------------- | ---------------------- | ---------------------- | ---------------------- | ---------------------- | ---------------------- | ---------------------- |
|  | Partidul Național Liberal       | 9          |                        |                        |                        |                        |                        |                        |                        |                        |                        |
|  | Alianța pentru Unirea Românilor | 1          |                        |                        |                        |                        |                        |                        |                        |                        |                        |
|  | Partidul Social Democrat        | 1          |                        |                        |                        |                        |                        |                        |                        |                        |                        |

## Istorie
La sfârșitul secolului al XIX-lea, comuna făcea parte din plasa de Sus-Mijlocul a județului Neamț și era formată din satele Dragomirești, Unghiu, Tâmpești, Mastacănu, Bornișu și Negoești, având în total 1419 locuitori. În comună funcționau trei mori de apă, patru biserici și o școală. Anuarul Socec din 1925 o consemnează în plasa Războieni a aceluiași județ, având 1428 de locuitori în satele Borniș, Dragomirești, Măstacănu și Unghiu. În 1931, reapare satul Negoești pe lista componentelor comunei, și apare și satul Crăești (preluat de la comuna Talpa).
În 1950, comuna a fost arondată raionului Piatra Neamț din regiunea Bacău. În 1968, comuna a revenit la județul Neamț, reînființat. Tot atunci au fost desființate satele Crăești (comasat cu Borniș) și Negoești (comasat cu Dragomirești) și comuna a mai primit și satul Hlăpești (de la comuna desființată Talpa).

## Monumente istorice
Patru obiective din comuna Dragomirești sunt incluse în lista monumentelor istorice din județul Neamț ca monumente de interes local. Trei dintre ele sunt situri arheologice: așezarea eneolitică (cultura Cucuteni) de la „Dejugătoare” din satul Hlăpești; așezarea din secolele al II-lea–al III-lea e.n. de „la Siliște” (la 500 m sud de școala din vatra satului Dragomirești); și așezarea din secolele al XIV-lea–al XVII-lea de la „Siliște” din satul Borniș. Celălalt obiectiv, clasificat ca monument de arhitectură, este biserica „Sfinții Voievozi” și „Duminica Tomei” (1821–1824) din satul Unghi.